# Evadne anonyx
Evadne anonyx is een watervlooiensoort uit de familie van de Podonidae. De wetenschappelijke naam van de soort is voor het eerst geldig gepubliceerd in 1897 door G.O. Sars.